# Charco Press
Charco Press é uma editora independente britânica cujo foco principal é a tradução de literatura contemporânea da América Latina. Foi fundada em 2016 por Carolina Orloff e Samuel McDowell em Edimburgo. Em 2019, ganhou, ao lado da brasileira Companhia das Letras, o Prêmio Jabuti (mais tradicional prêmio literário brasileiro) na categoria "Livro Brasileiro Publicado no Exterior" pela tradução de A resistência, de Julián Fuks (esta categoria premia a editora estrangeira que comprou e publicou em primeira edição o livro brasileiro no exterior e também a editora brasileira que vendeu os direitos autorais desse livro).